# Wharfe
De Wharfe is een rivier in Yorkshire, Engeland. De rivier vormt grotendeels de grens tussen North Yorkshire en West Yorkshire. Hij is ongeveer 97 kilometer lang en mondt bij Selby uit in de Ouse.
Nabij Bolton Abbey is de rivier erg smal. "De Strid" is een opeenvolging op die plaats van stroomversnellingen en watervallen. Omdat in het verleden hier al enkele dodelijke ongevallen zijn gebeurd waarbij mensen zijn verdronken wordt ook wel eens geclaimd dat de meest dodelijke rivier ter wereld is.

## Flora en fauna
Er zijn meer dan 230 vogelsoorten waargenomen langs de vallei van de rivier, waaronder de oehoe, het roodborstje, het paapje en de goudplevier. Daarnaast komen in de rivier enkele kreeftachtigen voor, waaronder Austropotamobius pallipes, een zoetwaterkreeft. De rivier biedt verder een biotoop voor konijnen, vossen, de grijze eekhoorn, otters en herten.

## Galerij

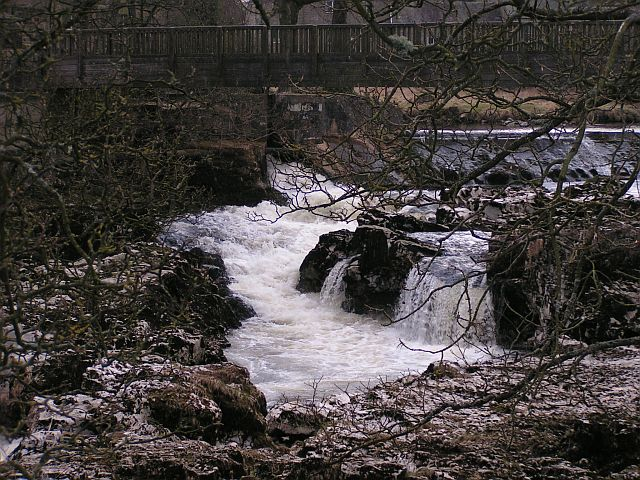
De Linton Falls
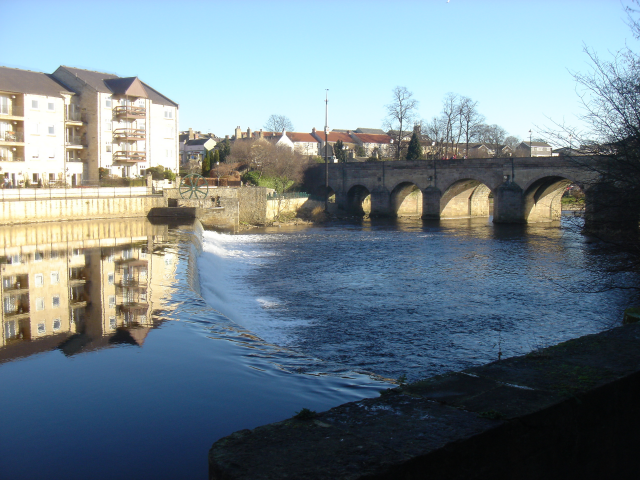
Brug bij Wetherby

- Library of Congress Control Number: sh85146361
- Nationale Bibliotheek van Israël: 987007556028405171
- Virtual International Authority File: 315530236